# Етилморфін
Етилморфін (англ. Ethylmorphine), також відомий під назвами кодетилін і діонін — напівсинтетичний опіоїдний анальгетик та протикашльовий препарат. Застосовується також в офтальмології для знеболення та розсмоктування при запальних захворюваннях очей.

## Побічні ефекти та протипокази
Побічні ефекти етилморфіну подібні до інших опіоїдів, і включають сонливість, запор, запаморочення, нудоту, блювання та пригнічення дихання. Протипоказами до препарату є бронхіальна астма, дихальна недостатність і вік до 8 років. Етилморфін може впливати на здатність пацієнта керувати автомобілем і працювати з важкою технікою, а також при застосуванні у високих дозах може спричинити залежність або звикання.

## Історія та доступність препарату
Етилморфін вперше став доступним для застосування у Франції в 1953 році, та випускався компанією «Houde», а в Норвегії та Іспанії він став доступним з 1960 року. Етилморфін не має схвалення у США, де він є контрольованою речовиною списку II.